# Pribinci
Príbinci je naselje v Sloveniji.